# Jean-Baptiste Charbonneau
Jean-Baptiste Charbonneau, zwany także Pomp (ur. 11 lutego 1805 w wiosce Indian Mandanów, zm. 16 maja 1866) – przewodnik i traper na obszarach zachodu Stanów Zjednoczonych, syn Toussainta Charbonneau i Indianki z plemienia Szoszonów Sacajawei.

## Młodość
W chwili jego urodzin do wioski Mandanów dotarła ekspedycja badawcza, na czele której stali Meriwether Lewis i William Clark. Dowódcy ekspedycji zatrudnili jego ojca i matkę jako tłumaczy i przewodników w drodze do zachodniego wybrzeża Ameryki. Podróż tam i z powrotem odbył w indiańskim nosidle przymocowanym do pleców matki. Lata dzieciństwa spędził w domu Clarka w Saint Louis, uczęszczając do szkółki katolickiej. W roku 1823 książę Paweł Wilhelm Wirtemberski, zaproponował, że weźmie go ze sobą do Europy i wykształci.
W latach 1824–1829 Jean-Baptiste mieszkał w pałacu księcia w okolicach Stuttgartu w Niemczech, ucząc się niemieckiego i hiszpańskiego. Brał także udział w polowaniach w górach Schwarzwaldu i podróżował po Europie i Afryce Północnej. W roku 1829 wrócił wraz z księciem do Ameryki, gdzie przedsięwzięli wspólną wyprawę do dzisiejszej Dakoty Północnej i Montany. Gdy książę zdecydował się wracać do Niemiec, Charbonneau został nad Missouri.

## Traper i przewodnik
W początku lat trzydziestych XIX wieku Charbonneau pracował jako traper dla Amerykańskiej Kompanii Futrzarskiej na obszarze dzisiejszych stanów Utah i Idaho. Wziął udział w sławnym zjeździe handlarzy futer, traperów i Indian nad rzeką Green w lecie roku 1833. Jako traper poznał i zaprzyjaźnił się z takimi ludźmi jak Joseph L. Meek, James Beckwourth i James Bridger.
Z końcem lat trzydziestych handel skórkami bobrowymi przestał przynosić dochody, w związku z czym Charbonneau zaczął wynajmować się jako przewodnik podróżnikom i kolonistom wędrującym na zachód. W roku 1840 jako jeden z pierwszych przywiózł do St. Louis transport skór i suszonych języków bizonich.
W roku 1843 wynajął go, jako przewodnika, szkocki myśliwy-arystokrata, sir William Drummond, z którym odbył wyprawę przez dzisiejsze stany Wyoming i Utah, docierając do dzisiejszego parku narodowego Yellowstone. Brał udział w założeniu Fortu Vasquez w miejscu, gdzie za 20 lat miało powstać miasto Denver. Po zakończeniu ekspedycji Charbonneau nadal polował na bizony i jelenie, wysyłając partie mięsa do zamku swego patrona w Szkocji.
W sierpniu 1845 był przewodnikiem porucznika Jamesa Aberta i oddziału Korpusu Topograficznego Armii w wyprawie do zachodnich obszarów dzisiejszych stanów Teksas i Oklahoma. Rok później, gdy w październiku wybuchła wojna z Meksykiem, służył za przewodnika mormońskiemu batalionowi ochotniczemu, dowodzonemu przez płk. George’a Cooke’a w marszu z Santa Fe przez Nowy Meksyk do San Diego w Kalifornii. Po drodze wytyczył szlak osadniczy przez dzisiejsze obszary południowej Arizony.
W roku 1847 poprowadził ekspedycję na zachód i południe od rzek Gila River i Kolorado, a następnie do wybrzeża Pacyfiku w okolicach San Diego.

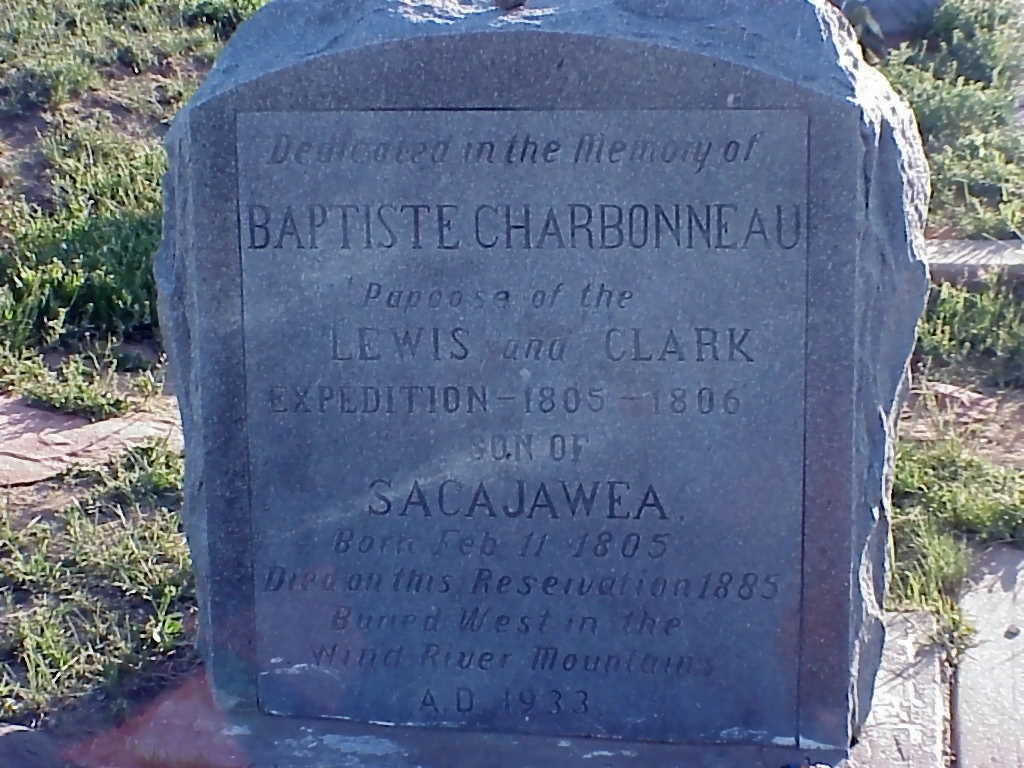
Kamień upamiętniający Jeana-Baptiste Charbonneau w Fort Washakie (Wyoming)

## Po wojnie
Gdy wybuchła „gorączka złota” w Kalifornii w 1849, zamieszkał w okolicach Sacramento, gdzie ponownie spotkał się z Beckwourthem.
W roku 1866 opuścił Kalifornię, gdy wybuchła „gorączka złota” w Montanie. W drodze, nad rzeką Owyhee, zapadł na grypę i zmarł.